# George Jones
George Jones, avstralski častnik, vojaški pilot in letalski as, * 22. november 1896, Rushworth, Victoria, † 24. avgust 1992.  	
Stotnik Jones je v svoji vojaški karieri dosegel 7 zračnih zmag.

## Odlikovanja
- Distinguished Flying Cross (DFC)